# Dies de les llànties
En el llegendàrium creat per l'escriptor britànic J. R. R. Tolkien, els Dies de les llànties o Dies dels Vàlar són una època de la història de la Terra Mitjana, que dura uns 33.530 anys solars (3.500 anys valians).

## Història
Els dies de les llànties són el primer període d'Arda. Comencen quan els Vàlar acaben la seva feina, després de la Primera Guerra amb Mórgoth, el qual és vençut gràcies a la intervenció de Tulkas el Fort.
Al començament d'aquesta època, el vala Aulë, el ferrer, va forjar les dues grans llànties dels Vàlar per il·luminar el món: Illuin, que es trobava al nord de la Terra Mitjana, al bell mig del mar d'Helcar, i Ormal, al extrem sud també al mig d'un mar interior, el mar de Ringil. Les dues llànties es van posar en unes columnes molt més altes que qualsevol muntanya i Varda, la Reina de les Estrelles i Manwë, el Rei del Vent eren els encarregats de fer que aquestes refulgissin amb força. Aleshores Arda encara era plana, no pas esfèrica. Més endavant, Yavanna donà forma a les criatures, els olvar -vegetals- i els kelvar -animals-.
Els Vàlar i els Maiar van assentar-se per aquella època a les regions centrals de la Terra Mitjana, on aixequen llur primera llar permanent al centre exacte d'Arda, Almaren, que és una illa al mig del Gran Llac. Comença llavors el que s'anomena «la Primavera d'Arda», època en què el món era jove i formós, ple de vida, àdhuc a la Terra Mitjana.
Aleshores, els Vàlar s'alegraren i feren una gran festa, en la qual Tulkas es casà amb la valië Nessa. Fou aleshores que Mórgoth, gràcies als espies que encara tenia entre els Vàlar, va veure l'oportunitat per venjar-se'n, i amb tots els seus fidels servidors, cavà i edificà una gran fortalesa -Utumno- al nord-est de la Terra Mitjana, a l'ombra de les Muntanyes de Ferro que ell mateix havia aixecat. Des d'allà estant la foscor començà a créixer, arruïnant la Primavera d'Arda, però els Vàlar, en la seva festa i amb la llum de les llànties, no s'adonaren del perill fins quan ja fou massa tard, quan Mórgoth feu caure les dues llànties i, per tant, Almaren quedà destruït i els Vàlar hagueren de retirar-se per sempre de la Terra Mitjana.
Des d'aleshores els Vàlar van anar a viure al continent d'Aman, que fortificaren aixecant-hi les Muntanyes Pelóri. Amb la creació dels Dos Arbres, comencen els Dies dels dos arbres o Dies dels estels.